# 고체시

고체시(古體詩)는 중국 성당(盛唐) 이전에 널리 쓰인 시의 형태로, 형식에 제약이 없는 자유로운 시의 형태를 말하며, 고시(古詩) 혹은 고풍(古風)이라고도 한다. 고체시라는 말은 육조 시대(六朝時代)와 그 이전 시대의 시를 말하며. 당대에 근체시가 완성된 이후에는 근체시에 대한 고대의 시, 즉 태고 때부터 수대(隋代)에 이르는 모든 시를 뜻하게 되었다. 그러나 근체시 성립 이전의 시라 하더라도 악부체(樂府體) 시는 일반적으로 고시에 포함시키지 않고 따로 분류하고 있으며, 또 근체시 성립 이후라도 근체시의 형식에 따르지 않고 고체시의 형식을 따라서 지은 것은 여전히 고체시라고 명명한다.
고체시의 규칙은 근체시에 비해 자유롭다. 시의 길이와 압운(押韻)이 자유롭고, 각 장의 구수(句數)도 일정하지 않으며 구성상의 규칙도 없다. 4언(四言), 5언(五言), 6언(六言), 7언(七言) 등의 형식이 있으며, 오언과 칠언을 섞은 잡언(雜言)도 있다.
고체시는 위진남북조(魏晉南北朝)시대를 거치면서 현언시, 유선시, 산수시, 전원시, 궁체시 등 다양한 형태를 띠게 되었으며 조식(曹植), 도연명(陶淵明), 사령운(謝靈運), 포조(鮑照) 등 수많은 문인들의 노력에 의해 표현 역량이 극대화되었고, 압운과 평측, 대구와 구성 등 각 방면에서 고도로 세련된 형태를 갖추어 나갔다. 근체시가 나타난 당대 이후에도 이백(李白), 두보(杜甫) 등의 문인들에 의해 계속 창작되었으며, 청 말에 이르기까지 근체시에 못지않게 높은 문학적 성취를 이루었다.

## 같이 보기
- 한시(漢詩)

| 연대          | 선진       | 한                 | 육조 시대    | 수당         | 송   | 원 | 명청         | 현대            |
| ------------- | ---------- | ------------------ | ------------ | ------------ | ---- | -- | ------------ | --------------- |
| 운문          | 시경, 초사 | 사부, 고체시, 악부 | 고체시, 변부 | 근체시, 유부 | 사   | 곡 | 근체시, 연극 | 신사, 현대 가사 |
| 비운문(非--)  | 산문       | 산문               | 변문         | 전기, 변문   | 고문 | -- | 장회소설     | 백화문, 소설    |
| v • d • e • h |            |                    |              |              |      |    |              |                 |